# Richard Saul Wurman
Richard Saul Wurman (ur. 26 marca 1935 w Filadelfii) – amerykański architekt, projektant graficzny, ukuł termin architektura informacji. Jest współzałożycielem konferencji TED (przejętej w 2001 roku przez fundację Sapling Chrisa Andersona), autor ponad 80 książek na różne tematy.

## Życiorys
Wurman urodził się 26 marca 1935 w Filadelfii w stanie Pensylwania w Stanach Zjednoczonych. W 1959 ukończył studia na Uniwersytecie Pensylwanii. Wykładał między innymi na University of Cambridge, Uniwersytecie Princeton, Uniwersytecie Południowej Kalifornii, Uniwersytecie Kalifornijskim czy City College of New York.
W 1962 wydał swoją pierwszą książkę, w 1972 przewodniczył International Design Conference w Aspen. W 1984 uczestniczył w założeniu konferencji TED.
Mieszka z żoną w Newport, mają czworo dzieci i sześcioro wnucząt.

## Wybrane publikacje
- USAtlas: Richard Saul Wurman’s New Road Atlas, 1991
- Man-Made Philadelphia, 1972
- Understanding USA, 1999
- 33: Understanding Change & the Change in Understanding, 2009
- Information Architects, 1997[3]